# Резня в Холите
7 октября 2023 года на праздник Симхат Тора боевики терористической группировки ХАМАС напали на кибуц Холит недалеко от южной части сектора Газа в рамках внезапного нападения на Израиль и убили не менее 13 человек. В резне приняли участие 11 боевиков.

## Предыстория
Кибуц Холит был основан в 1977 году на Синае и перенесён в Хевель Шалом на севере Синая после того, как первоначальный кибуц был эвакуирован в рамках мирного соглашения с Египтом в 1982 году. До резни в кибуце насчитывалось 84 члена и 203 жителя.
Утром 7 октября 2023 года ХАМАС предпринял внезапную атаку на Израиль. Под прикрытием обстрела Израиля тысячами ракет 2500 террористов проникли с земли, моря и по воздуху в израильские поселения и на военные объекты. Террористы вступили в перестрелки с небольшим количеством сил безопасности и атаковали мирное население приграничных областей Израиля, перебив не менее 1400 и похитив в сектор Газа более 200 человек, включая женщин, стариков, а также не менее 30 детей и подростков.

## Ход событий
Террористы проникли в кибуц Холит примерно в восемь утра и ходили от дома к дому в кибуце, убив не менее 13 членов кибуца и ранив многих других. Некоторые из убитых были членами одной семьи, например, семья Альхарар, пара Шломи и Дебора Матиас и семья Султан. Террористы несли смерть всем подряд. 15-летний подросток был ранен, а оба его родителя были убиты. Моше Ридлер, 91-летний, пережил Холокост, чтобы быть убитым в своём родном кибуце от рук исламистских террористов ХАМАСА. Семилетней девочке, после того как террористы убили её мать, пришлось спрятаться в чулане. Убили и 33-летнюю канадку Ади Виталь-Каплоун — она была застрелена на глазах у двух её сыновей. Кроме того, были убиты двое иностранных рабочих. Один из них — Петру Босков, опекун Моше Ридлера из Молдавии — в день резни на кухонной стойке остался лежать молдавский паспорт и израильская въездная виза от 9 сентября 2022 года, а также посадочный талон «Аэрофлота» на рейс из Кишинёва в Тель-Авив.
В какой-то момент в кибуце были отключены электричество и вода, и жители кибуца в течение многих часов сидели запертыми в защитной комнате без электричества и воды. Во время спасения силы ЦАХАЛа обнаружили маленькую девочку, прятавшуюся в чулане, оба её родителя были убиты.
Среди убитых оказался Хаим Кацман — борец за мир, получивший докторскую степень в Вашингтонском университете в Сиэтле за диссертацию «Религиозный национализм в Израиле/Палестине». Он работал координатором израильско-палестинской исследовательской группы.
Кибуц оказался разрушен. Он после резни стал кибуцом-призраком, так как очень много домов было сожжено.

## Память
7 ноября 2023 года по всему Израилю был объявлен «День гражданского траура».